# آنتی‌استروژن
آنتی‌استروژن‌ها(به انگلیسی: Antiestrogen) که به عنوان آنتاگونیست‌های استروژن یا مسدودکننده‌های استروژن نیز شناخته می شوند، دسته‌ای از داروها هستند که از اثرات زیستی استروژن‌ها ،مانند استرادیول، در بدن جلوگیری می‌کنند. این ترکیبات با انسداد گیرنده استروژن (ER) و/یا مهار یا سرکوب تولید استروژن عمل می کنند. آنتی‌استروژن‌ها یکی از سه نوع آنتاگونیست‌های هورمون جنسی هستند، دو نوع دیگر شامل آنتی‌آندروژنها و آنتی‌پروژستینها می باشد. از آنتی‌استروژن‌ها معمولاً برای جلوگیری از اتصال هورمون‌های استروئیدی، استروژن، به گیرنده‌های استروژن استفاده می شود که منجر به کاهش سطح استروژن می شود.  کاهش سطح استروژن می تواند منجر به عوارضی در رشد جنسی شود. آنتی‌آندروژن‌ها آنتاگونیست‌های هورمون جنسی هستند که قادر به کاهش تولید و اثرات تستوسترون بر روی بدن زنان هستند.

## عوارض جانبی
عوارض جانبی آنتی‌استروژن‌ها شامل گرگرفتگی، پوکی استخوان، آتروفی پستان، خشکی واژن و آتروفی واژن است. علاوه بر این، ممکن است باعث افسردگی و کاهش میل جنسی شوند.

## تاریخچه
اولین آنتی‌استروژن غیراستروئیدی توسط لرنر و همکاران در سال ۱۹۵۸ کشف شد. اتاموکسی‌تری‌فتول (MER-25) اولین آنتاگونیست ER بود که کشف شد، و به دنبال آن کلومیفن و تاموکسیفن کشف گردید.